# 乘法器
二进制的乘法器（英語：multiplier）是数字电路的一种元件，它可以将两个二进制数相乘。乘法器是由更基本的加法器组成的。乘法器作为基本的功能单元电路被广泛的应用于各种的信号处理和变换电路中。
模拟乘法器是可以实现两个模拟信号相乘功能的非线性电子线路。
可以使用一系列计算机算数技术来实现数字乘法器。大多数的技术涉及了对部分积（partial product）的计算（其过程和使用竖式手工计算多位十进制数乘法十分类似），然后将这些部分积相加起来。这一过程与小学生进行多位十进制数乘法的过程类似，不过在这里根据二进制的情况进行了修改。

## 历史
亚瑟·亚历克·罗宾逊（Arthur Alec Robinson）在1947-1949年作为一名学徒（后来成为了一名开发工程师）在英国电气公司工作。在这期间他完成了曼彻斯特大学的研究生学位，研究内容是为早期的 Mark 1 电脑设计相应的乘法器硬件。尽管如此，直到1970年，大部分小型计算机都还没有乘法指令。程序员们使用一种叫“乘法例程”的方法进行重复的位移与累计部分积来获取结果，通常会用循环展开来实现。大型计算机拥有乘法指令，用的也是与“乘法例程”中采取位移和加法一样的方法。